# Fundamentalistyczny Kościół Jezusa Chrystusa Świętych w Dniach Ostatnich
Fundamentalistyczny Kościół Jezusa Chrystusa Świętych w Dniach Ostatnich (ang. Fundamentalist Church of Jesus Christ of Latter Day Saints skrót: FLDS) – kościół z ruchu świętych w dniach ostatnich, charakteryzujący się skrajnym fundamentalizmem w nauczaniu i praktykach. FLDS jest jednym z największych fundamentalistycznych kościołów z ruchu świętych w dniach ostatnich.

## Historia
Historia wspólnoty religijnej określanej współcześnie jako Fundamentalistyczny Kościół Jezusa Chrystusa Świętych w Dniach Ostatnich jest nierozerwalnie związana z oficjalnym zaprzestaniem praktyki wielożeństwa przez największą denominację mormońską, zatem przez Kościół Jezusa Chrystusa Świętych w Dniach Ostatnich w 1890. Decyzja ta, jakkolwiek zgodna z doktryną i podjęta zgodnie z kościelnymi procedurami, nie została jednomyślnie zaakceptowana przez wiernych. Wśród jej przeciwników znalazło się wielu przedstawicieli mormońskich elit. To spośród nich wywodzili się często przywódcy grup zaliczanych do współczesnego mormońskiego fundamentalizmu. 
Aż do lat 80. Kościołem kierowano za pośrednictwem kworów kapłańskich. Stanowisko prezydenta, typowy element mormońskich struktur przywódczych, pojawiło się we wspólnocie dopiero wraz z przejęciem władzy przez rodzinę Jeffsów. W 2002 roku prezydentem Kościoła został Warren Jeffs. Objął on stanowisko po swoim zmarłym ojcu, Rulonie Jeffsie.
W 2002 roku Warren Jeffs nakazał wszystkim dzieciom z FLDS uczyć się w domu.
W 2005 roku władze Arizony oskarżyły Warrena Jeffsa o wykorzystywanie seksualne dzieci. Ponadto Jeffs został oskarżony także o dwa gwałty i zaaranżowanie małżeństwa między czternastolatką a jej dziewiętnastoletnim kuzynem. 6 maja 2006 roku znalazł się na liście dziesięciu najbardziej poszukiwanych przestępców przez Federalne Biuro Śledcze (FBI). Za pomoc w jego ujęciu wyznaczono nagrodę 100 tys. dolarów. Został oskarżony za napaść seksualną w 2002 roku. Został ujęty 28 sierpnia 2006 roku podczas kontroli drogowej w Las Vegas. W chwili zatrzymania znaleziono u niego kilka telefonów komórkowych, peruki, przebrania i 55 tys. dolarów w gotówce. 4 grudnia 2007 roku Warren Jeffs zrzekł się funkcji Prezydenta Kościoła. 9 sierpnia 2011 roku Warren Jeffs został skazany na dożywotnie pozbawienie wolności za napaść seksualną na nieletnich.
W 2006 roku Kościół Jezusa Chrystusa Świętych w Dniach Ostatnich, największa denominacja ruchu świętych w dniach ostatnich, oświadczyła, że nazywanie Warrena Jeffsa mormonem jest niepoprawne.
Od 2010 prezydentem Kościoła jest Wendell Nielson.

## Doktryna

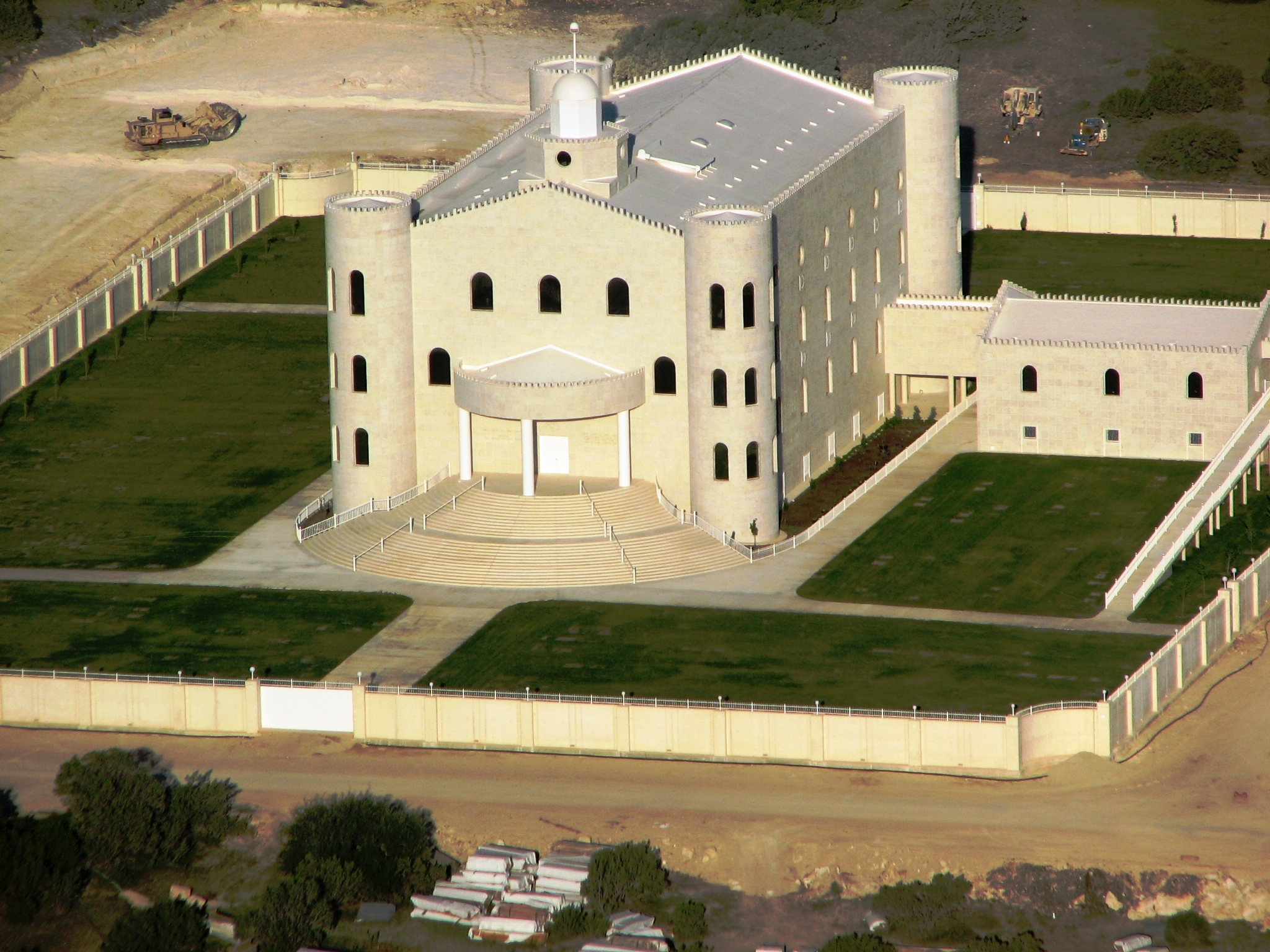
Świątynia Fundamentalistycznego Kościoła w Eldorado w Teksasie

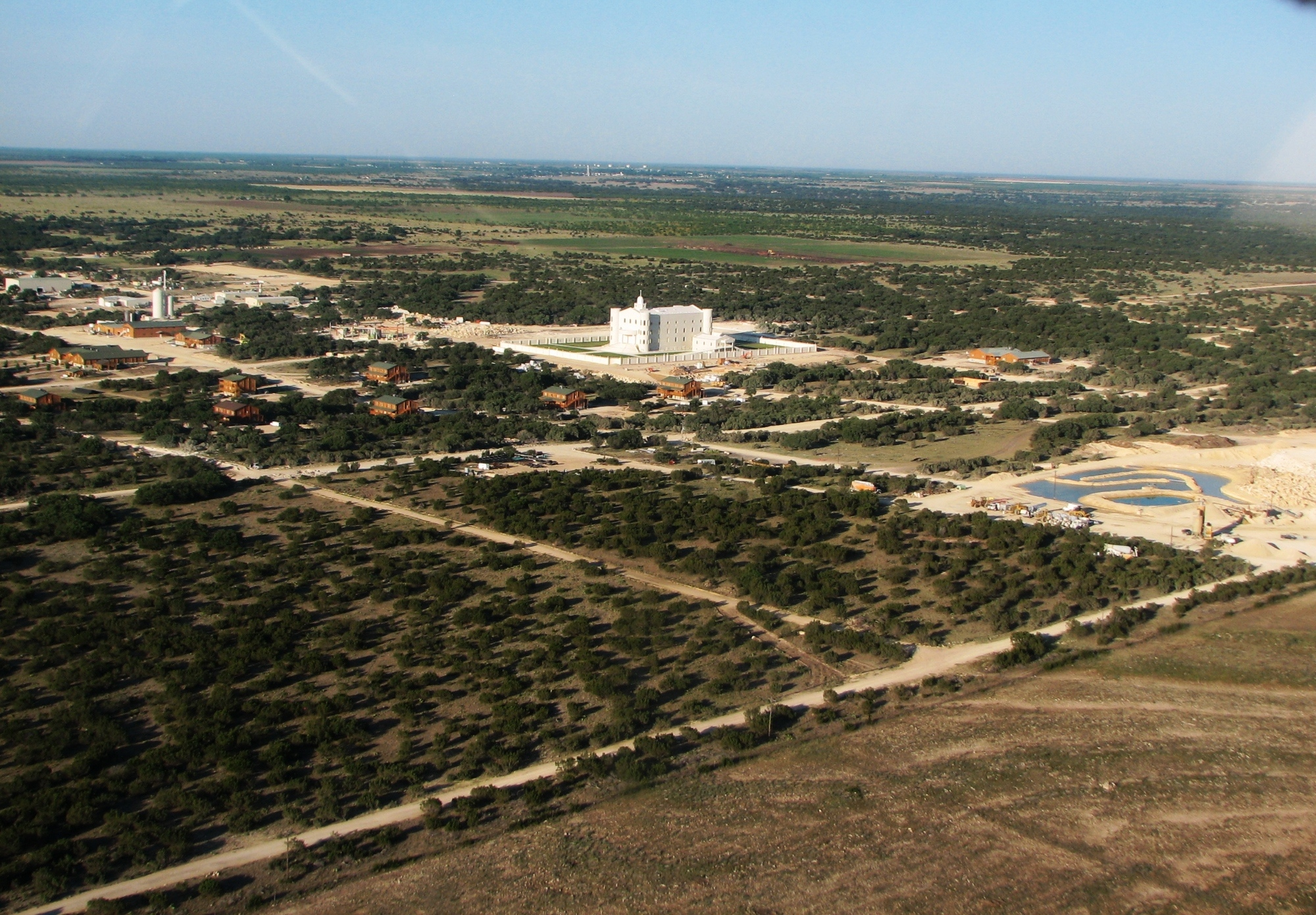
Zdjęcie z lotu ptaka z widocznym promieniem światła z nieba padającym na świątynię FLDS

Fundamentalistyczny Kościół Jezusa Chrystusa Świętych w Dniach Ostatnich odwołuje się do wszystkich kontrowersyjnych poglądów, które swego czasu głosili święci w dniach ostatnich. Wykształcił również wszakże elementy doktryny, które nie występują w innych grupach mormońskich. 
W kościele praktykowana jest poligamia, co w znacznym stopniu pozostaje dominującym czynnikiem w sposobie postrzegania grupy przez świat zewnętrzny. Zdaniem New York Times, Prezydent Kościoła Rulon Jeffs miał ok. 20 żon, 60 dzieci i setki wnuków. W chwili aresztowania Warren Jeffs miał 78 żon. Warren Jeffs uczestniczył w aranżowaniu małżeństw nieletnich dziewcząt z mężczyznami z FLDS. W FLDS panuje podział klasowy. Najwyżej postawieni są przywódcy kościoła, niżej wybrani wyznawcy, a na samym dole są pozostali wyznawcy FLDS. Praktykowano przekazywanie dzieci nowym rodzicom.
Szeregowi członkowie kościoła nie mogą jeść wybranych produktów żywnościowych, oglądać telewizji, słuchać radia i korzystać z Internetu. Małżonkowie, przynależący do szeregowych wyznawców, nie mogli uprawiać seksu.
Wierni płacą kościołowi składki w wysokości od 500 do 1000 dolarów miesięcznie. Podczas rządów Warrena Jeffsa głównym źródłem utrzymania FLDS był handel nieruchomościami.
Wierni FLDS wierzą, że Warren Jeffs jest prorokiem i przemawia w imieniu Boga.

## Działalność
Dokładna liczba członków Fundamentalistycznego Kościoła Jezusa Chrystusa Świętych w Dniach Ostatnich nie jest znana. Ocenia się, że do wspólnoty należy około 10 tysięcy wiernych. Najwięcej wyznawców mieszka w Hildale w Utah oraz w Colorado City w Arizonie. Wspólnoty FLDS mieszczą się również w Teksasie, Kolorado, Dakocie Południowej, Oklahomie, a także w Kanadzie.

## Kontrowersje
Od początku swojego istnienia FLDS wzbudza kontrowersje za sprawą praktykowania poligamii. Po aresztowaniu Warrena Jeffsa byli wyznawcy przyznawali, że przywódcy kościoła i ich rodziny żyli w dostatku, podczas gdy pozostali wierni musieli żyć w biedzie. Rodziny przywódców kościoła mieli kupować żywność w tradycyjnych sklepach, podczas gdy pozostali wierni musieli zaopatrywać się w specjalnym magazynie należącym do kościoła. W magazynach znajdowała się żywność z bonów, przyznawana biedniejszym członkom FLDS. Władze kościoła przywłaszczali sobie żywność, a następnie sprzedawała ją wiernym, lub nielegalnie wymieniała bony na gotówkę.
Byli wyznawcy FLDS są nękani i poddawani ostracyzmowi. Liczba apostatów wzrosła po aresztowaniu Warrena Jeffsa i nagłośnieniu w mediach praktyk FLDS. Sąd federalny w Phoenix oskarżył radnych Hildale i Colorado City o przyjmowanie łapówek od przywódców FLDS. W zamian za łapówki władze miast miały utrudniać życie byłym członkom FLDS poprzez utrudnianie im dostępu do policji oraz odmawianie przyłączenia mediów do ich posiadłości.